# Комитеты Казахстана
Комитеты Казахстана — ведомство центрального исполнительного органа. Ведомство может иметь свои территориальные подразделения. Ведомство образуется, реорганизуется и упраздняется Правительством Республики по представлению руководителя соответствующего центрального исполнительного органа. Ведомство в пределах компетенции центрального исполнительного органа может осуществлять регулятивные, реализационные и контрольно-надзорные функции, а также участвовать в выполнении стратегических функций центрального исполнительного органа в пределах компетенции ведомства («О Правительстве Республики Казахстан» статья 24). На начало 2025 года было 67 комитетов.

## Действующие
На 2025 год:
Министерство внутренних дел Казахстана
1. Главное командование Национальной гвардии
2. Комитет административной полиции
3. Комитет миграционной службы
4. Комитет по противодействию наркопреступности
5. Комитет уголовно-исполнительной системы

Министерство водных ресурсов и ирригации Казахстана
1. Комитет водного хозяйства
2. Комитет по регулированию, охране и использованию водных ресурсов

Министерство здравоохранения Казахстана
1. Комитет медицинского и фармацевтического контроля
2. Комитет санитарно-эпидемиологического контроля

Министерство иностранных дел Казахстана
1. Комитет по инвестициям
2. Комитет международной информации

Министерство культуры и информации Казахстана
1. Комитет архивов, документации и книжного дела
2. Комитет информации
3. Комитет культуры
4. Комитет по делам гражданского общества
5. Комитет по делам молодежи и семьи
6. Комитет по делам религий
7. Комитет по развитию межэтнических отношений

Министерство науки и высшего образования Казахстана
1. Комитет высшего и послевузовского образования
2. Комитет науки
3. Комитет по обеспечению качества в сфере науки и высшего образования
4. Комитет языковой политики

Министерство национальной экономики Казахстана
1. Комитет по регулированию естественных монополий

Министерство обороны Казахстана
Министерство промышленности и строительства Казахстана
1. Комитет геологии
2. Комитет государственного оборонного заказа
3. Комитет по делам строительства и жилищно-коммунального хозяйства
4. Комитет промышленности

Министерство просвещения Казахстана
1. Комитет по обеспечению качества в сфере образования
2. Комитет по охране прав детей
3. Комитет среднего образования

Министерство сельского хозяйства Казахстана
1. Комитет государственной инспекции в агропромышленном комплексе
2. Комитет ветеринарного контроля и надзора
3. Комитет по управлению земельными ресурсами
4. Комитет рыбного хозяйства

Министерство торговли и интеграции Казахстана
1. Комитет по защите прав потребителей
2. Комитет технического регулирования и метрологии
3. Комитет торговли

Министерство транспорта Казахстана
1. Комитет автомобильного транспорта и транспортного контроля
2. Комитет автомобильных дорог
3. Комитет гражданской авиации
4. Комитет железнодорожного и водного транспорта

Министерство труда и социальной защиты населения Казахстана
1. Комитет государственной инспекции труда
2. Комитет по миграции
3. Комитет регулирования и контроля в сфере социальной защиты населения

Министерство туризма и спорта Казахстана
1. Комитет индустрии туризма
2. Комитет по делам спорта и физической культуры
3. Комитет по регулированию игорного бизнеса и лотереи

Министерство финансов Казахстана
1. Комитет внутреннего государственного аудита
2. Комитет государственного имущества и приватизации
3. Комитет государственных доходов
4. Комитет казначейства

Министерство цифрового развития, инноваций и аэрокосмической промышленности Казахстана
1. Аэрокосмический комитет
2. Комитет государственных услуг
3. Комитет искусственного интеллекта и развития инноваций
4. Комитет по информационной безопасности
5. Комитет телекоммуникаций

Министерство по чрезвычайным ситуациям Казахстана
1. Комитет по гражданской обороне и воинским частям
2. Комитет по государственным материальным резервам
3. Комитет предупреждения чрезвычайных ситуаций
4. Комитет промышленной безопасности
5. Комитет противопожарной службы

Министерство экологии и природных ресурсов Казахстана
1. Комитет лесного хозяйства и животного мира
2. Комитет экологического регулирования и контроля

Министерство энергетики Казахстана
1. Комитет атомного и энергетического надзора и контроля

Министерство юстиции Казахстана
1. Комитет по правам интеллектуальной собственности
2. Комитет принудительного исполнения
3. Комитет регистрационной службы и организации юридических услуг

## Бывшие
- Комитет по статистике МНЭ РК (2014—2019) → Бюро национальной статистики Агентства по стратегическому планированию и реформам Республики Казахстан
- Комитет по чрезвычайным ситуациям МВД РК → Министерство по чрезвычайным ситуациям Казахстана
- Счётный комитет по контролю за исполнением республиканского бюджета → Высшая аудиторская палата Казахстана

## Вне министерств
- Комитет национальной безопасности Казахстана
- Комитет по правовой статистике и специальным учетам Генеральной прокуратуры Казахстана